# Peleteria rubrifrons
Peleteria rubrifrons är en tvåvingeart som först beskrevs av Jacques-Marie-Frangile Bigot 1888.  Peleteria rubrifrons ingår i släktet Peleteria och familjen parasitflugor. Inga underarter finns listade i Catalogue of Life.